# Lijst van heren en vrouwen van Helmond
Deze lijst bevat de namen van de heren en vrouwen van de heerlijkheid Helmond, die gewoond hebben op 't Oude Huys of, later, op Kasteel Helmond.

## Heren van Helmond
- 1. Hezelo van Helmond     1108
- 2. Stefanus van Helmond     vóór 1179
- 3. Willem I van Horne     tot 1222

### Huis Brabant
- 4. Hendrik I van Brabant     1222-1245
- 5. Maria van Brabant     1245-1260
- 6. Hendrik III van Brabant     1260-1261
- 7. Hendrik IV van Brabant     1261-1267
- 8. Jan I van Brabant     1267-1294
- 9. Jan II van Brabant     1294-1312
- 10. Jan III van Brabant     1312-1314

### Huis Berthout van Berlaer
- 11. Jan II Berthout van Berlaer     1314-1328
- 12. Lodewijk III Berthout van Berlaer     1328-1346
- 13. Walraven Berthout van Berlaer     1357-1361
- 14. Jan III Berthout van Berlaer     1361-1425
- 15. Catharina Berthout van Berlaer     1425-1433

### Huis Cortenbach
- 16. Jan I van Cortenbach     1433-1467
- 17. Jan II van Cortenbach     1467-1472
- 18. Ivan van Cortenbach (1491)     1472-1491
- 19. Jan III van Cortenbach     1491-1505
- 20. Ivan van Cortenbach (1516)     1505-1516
- 21. Jan IV van Cortenbach     1516-1534
- 22. Joost van Cortenbach     1534-1560
- 23. Jan V van Cortenbach     1560-1578
- 24. Adolf van Cortenbach     1578-1594
- 25. Philippine van Ruyschenberg     1594-1618
- 26. Alexander van Cortenbach     1618-1649
- 27. Emond van Cortenbach     1649-1681
- 28. Cecile Isabelle Gonzaga     1681-1683

### Huis Arberg
- 29. Antoine Udalrique van Arberg     1683-1688
- 30. Albert-Joseph van Arberg     1688-1720
- 31. Maximiliaan van Arberg     1720-1767
- 32. Nicolas Antoine van Arberg     1767-1781

### Huis Wesselman
- 33. Carel Frederik Wesselman (1746-1825)     1781-1825
- 34. Carel Frederik Wesselman (1780-1853)     1825-1853
- 35. Carel Frederik Wesselman van Helmond     1853-1870
- 36. Willem Lodewijk Wesselman van Helmond     1870-1879
- 37. Adriaan Gilles Wesselman van Helmond     1879-1895
- 38. Carel Frederik Wesselman van Helmond     1896-1918
- 39. Anna Maria de Jonge van Zwijnsbergen     1918-1921

De laatste vrouwe heeft het kasteel Helmond verkocht aan de gemeente Helmond in 1921. Het werd stadhuis, later Gemeentemuseum Helmond.